# Панченко, Михаил Тихонович
Михаил Тихонович Панченко (16 февраля 1911 — 13 июня 1959) — рядовой, Герой Советского Союза, сапёр 842-го стрелкового полка 240-й стрелковой дивизии 1-го Украинского фронта. Герой Советского Союза.

## Биография
Панченко Михаил Тихонович родился в 1911 году в селе Петровка Полтавской губернии в крестьянской семье. Окончил семилетнюю школу. Работал в совхозе «Великобагачанский», а затем на Глобинском сахарном комбинате. 
Участвовал в боях против фашистских захватчиков с июля 1941 года. Воевал на Воронежском и 1-м Украинском фронтах. 
Указом Президиума Верховного Совета СССР от 29 октября 1943 года за мужество и отвагу, проявленные при форсировании Десны и Днепра, сапёру 842-го стрелкового полка 240-й стрелковой дивизии красноармейцу М. Т. Панченко присвоено звание Героя Советского Союза. 
Награждён орденом Ленина, рядом медалей.
В 1944 году после тяжелого ранения был демобилизован, вернулся в родное село, работал председателем колхоза. В 1959 году Михаил Тихонович Панченко умер. Похоронен в селе Петровка Глобинского района.